# Жолжаксынов, Ерик Калиевич
Ерик Калиевич Жолжаксынов (каз. Ерік Қалиұлы Жолжақсынов; анг. Erik Zholzhaksynov;родился 15 мая 1959 года, Восточно-Казахстанская область, Куршимский район, село Каракас, Казахстан) — казахский актёр театра и кино. Снимался в фильмах Казахстана и России. Заслуженный артист Республики Казахстан (1998). Кавалер ордена «Парасат» Республики Казахстан (2016).

## Биография
Родился 15 мая 1959 года в с. Каракас Куршимского района Восточно-Казахстанской области.
В городе Алмате окончил среднюю школу № 12 имени Кирова.(1976) В 1982 году окончил Государственный институт театрального искусства им. Луначарского.
Свою профессиональную актерскую деятельность начал в 1982 году в театре им. М.Ауэзова. Актер в киностудии им. Ш.Айманова (1989—2006). Заместитель генерального директора по творчеству в Казгосцирке (2006—2011)
Лауреат фестиваля «Жигер»(1998)
Заслуженный артист Республики Казахстан (1998).
Член Союза кинематографистов СССР (1989) и Казахстана (1991).
Награждён орденом «Парасат» (2016).
С 2011 года Генеральный директор ГККП «Столичный цирк» города Астаны.

## Семья
- Отец Кали — писал кюи и был талантливым домбристом.[2]
- Мама Жазира — ещё будучи девчонкой, играла в самодеятельных спектаклях, которые ставили аульчане.[2]
- Родной брат — Досхан Калиевич Жолжаксынов (род.07.10.1951), Народный артист Республики Казахстан (1995).
- Старшие сестры — Алмаш, Лилаш, Зинаш, Багдат, Шамшар, Ботагоз, Бахыт и Жамал.[3]
- Актёр был десятым ребёнком в семье из десяти детей.[3]
- С 1985 года женат, супруга — Кымбат Тлеуова (род.22.07.1958), актриса театра и кино, заведующая кафедры «Актерское искусство и режиссура» КазНУИ. Заслуженный деятель РК.[4] С ней актёр познакомился во время вступительных экзаменов в ГИТИС в 1977 году.[5] Супруги имеют троих детей.
- Сын — Мадияр, женился 8 августа 2015 года.[6] 2016 году у Мадияра Жолжаксынова и у его супруги Айнур родился сын, внук актера Рамзан (род.10.05.2016).
- Дочери — Хорлан и Айханум.[7]

## Избранная фильмография
1. 1980 — Месяц на размышление — Талгат
2. 1980 — Невозможные дети — Болат
3. 1981 — До свидания, Медео — Мурат
4. 1988 — Выше гор
5. 1989 — Месть
6. 1990 — Повелитель тьмы
7. 1996—2000 — Перекрёсток (телесериал) — Амантай
8. 1997 — «Заман-ай»(художественный фильм)(Казахстан) — Атымтай
9. 2005 — Кочевник
10. 2006 — Грех Шолпан(фильм)(Казахстан) — Сарсембай
11. 2006 — Кек (Месть)(фильм)(Казахстан) — Кокбури
12. 2008 — Махамбет — Исатай Тайманов
13. 2008 — Серебро (Путь на Мангазею) — Башбатур
14. 2009 — Братья — Аскар Болатович
15. 2009 — Лавэ — Киллер
16. 2009 — Прыжок Афалины — Генерал
17. 2010 — Ирония любви — Алик
18. 2007-2011 — Полиция Хоккайдо. Русский отдел (сериал, Россия) — Минамото — главная роль (в титрах актёр указан как Осаму Имичи)[8]
19. 2011 — Қарашаңырақ (Дорога домой), (художественный фильм), (Казахстан) — Оспан
20. 2011 — Жол. Путь Боксера (фильм) (Казахстан) — Назар[9]
21. 2011 — Жаужурек мын бала (Войско Мын Бала) (историческая драма), (фильм), (Казахстан) — отец Сартая[9]
22. 2011 — «Урановый тайфун»(сериал)(Казахстан)[10] —
23. 2012 — «Москва-400. Испытание»[9] —
24. 2013 — «Параллельные миры»(фильм)(Казахстан) — Отец[11]
25. 2013 — Возвращение (сериал, Казахстан) —
26. 2014 — Ограбление по-казахски (фильм)(экшн-комедия)(Казахстан)[12] — Алихан Баймолдин,[13] главарь мафии[14]
27. 2014 — Беглецы (фильм)(триллер)(Казахстан,Россия)[15] —
28. 2014 — Ведьмин ключ(Казахстан, Россия) — кочевник
29. 2014 — Перекресток в Астане(телевизионная новелла)(сериал)(Казахстан) — Бауржан
30. 2014 — Заговор Оберона (фильм)(Казахстан)[16] —
31. 2015 — Клад (Қазына), (сериал, Казахстан) — подполковник Аманжол Айталиев
32. 2015 — Ничего личного-Бақытыма сенемін (cитком), (Казахстан) — отец Арсена, бизнесмен[17]
33. 2015 — Голос степей (Казахстан, Франция) — Ералы, в производстве
34. 2016 — Токал (фильм), (Казахстан, США) — Кайрат Сакенович[18]
35. 2016 — Козайым (сериал, Казахстан) — Болат Асылбаевич[19]
36. 2017 — Тайталас (сериал, Казахстан) — Мурабаев Талгат Касымович, отец Куаныша.[20]
37. 2017 — «Оралман из Питера» (фильм)(Казахстан) — мафиози
38. 2017 — «Талан» (фильм)(драма)(Казахстан)[21] — Таласбек
39. 2017 — Козайым 2 (сериал, Казахстан) — Болат Асылбаевич

## Интересные факты
- В армии служил на Украине[5] с осени 1981 Сторожинец по весну 1983 Коростень.
- Наиболее известен по фильмам «Заман-ай» (1997), «Кек» (2006), «Грех Шолпан» (2006).
- В 2015 году был в составе жюри XVIII Международного фестиваля творческой молодежи «Шабыт».
- В 2017 году был в составе жюри конкурса казахской красоты «Қазақ аруы-2017».[22]